# Kirchliche Arbeit Alpirsbach

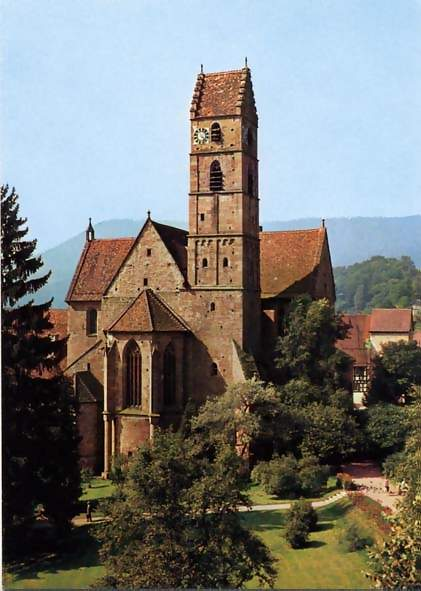
Kloster Alpirsbach

Friedrich Buchholz, um 1960

Der Osterhymnus Aller Heilgen Heil in der Handschrift von F. Buchholz

Das von Rudolf Koch entworfene Logo der KAA

Die Kirchliche Arbeit Alpirsbach ist eine evangelische Stiftung kirchlichen Rechts mit Sitz in Düsseldorf, die nach dem Ort der Gründung, dem ehemaligen Kloster Alpirsbach im Schwarzwald, benannt wurde.

## Geschichte

### 1933–1945
Die Kirchliche Arbeit Alpirsbach (KAA) wurde 1933 vom Tübinger Kirchenmusikdirektor Richard Gölz gegründet.
Sie kann als Teil der in den 1920er und 1930er Jahren in beiden christlichen Kirchen entstandenen liturgischen Bewegung (oder auch der Singbewegung) verstanden werden, die die drängenden theologischen, kirchlichen und gesellschaftlichen Probleme der Zeit, darunter auch die Auseinandersetzung mit dem Nationalsozialismus, durch eine innerkirchliche Reform aus dem Gottesdienst heraus zu bearbeiten suchte. Als ersten und grundlegenden Schritt auf diesem Weg wurde dabei die Erneuerung des Gottesdienstes mithilfe der damals neuesten historischen und liturgiewissenschaftlichen Erkenntnisse angestrebt.
Schon 1933 stieß der Kunsthistoriker Friedrich Buchholz (1902–1967) als führender Kopf hinzu, der sein Wissen um die Gregorianik als bestimmendes Element in die Arbeit einbrachte. Gölz und Buchholz entdeckten im Stundengebet der Mönche einen der evangelischen Kirche verlorengegangenen Schatz und im gregorianischen Choral eine großartige musikalische Formenwelt, die für die evangelische Liturgie als „deutsche Gregorianik“ wiedergewonnen werden sollte. Dabei wurde die Melodie des originalen lateinischen Chorals an manchen Stellen zugunsten des neuen (deutschen) Textes geändert.
Sehr bald sammelten sich in Alpirsbach die führenden Köpfe der württembergischen Sozietät, einer der Bekennenden Kirche nahestehenden Gruppe von Pfarrern und Universitätstheologen. Gölz selbst versteckte in seinem Pfarrhaus Juden und wurde deswegen 1944 verhaftet und im Schutzhaftlager Welzheim interniert. 1979 erhielten er und seine Frau Hilde dafür das Bundesverdienstkreuz und 1992 die Aufnahme in die Liste der Gerechten der Welt der Holocaustgedenkstätte Yad Vashem. Das bekannte Diktum von Dietrich Bonhoeffer „Nur wer für die Juden schreit, darf auch gregorianisch singen“ zielt somit an der KAA und ihrem Geist vorbei.

### 1945–1999
1945/46 versuchte Gölz, den evangelischen Oberkirchenrat in Stuttgart davon zu überzeugen, die Kirchliche Arbeit als landeskirchliches Werk zu institutionalisieren. Im ehemaligen Kloster Bebenhausen begann er den Versuch eines kommunitären Lebens, der aber schon nach wenigen Monaten scheiterte, weil weder die Landeskirche noch die anderen Mitglieder der KAA diesem Weg folgen wollten. Gölz bat um unbefristeten, unbezahlten Urlaub aus dem Pfarrdienst und begann, sich mit orthodoxer Theologie und Liturgie zu beschäftigen. Damit übernahm Buchholz auch formal die Leitung der KAA, die er als „Präses“ bis zu seinem Tod leitete. Formal war die KAA ein Verein; theologisch wehrte man sich gegen jede Form der Institutionalisierung. So gründete die KAA weder ein festes Haus (wie es z. B. die Evangelische Michaelsbruderschaft auf dem Kloster Kirchberg tat), noch tragen ihre Mitglieder eine besondere liturgische Gewandung. Buchholz war zugleich der führende Kopf in der deutschen Gregorianik und brachte in den 1950er und 1960er Jahren die Neubearbeitungen des Alpirsbacher Antiphonale heraus. Nach seinem überraschenden Tod wurde zunächst der Stuttgarter Pfarrer Eberhard Weismann, danach der Mainzer Alttestamentler Diethelm Michel Vorsitzender der KAA.
Musikalisch engagierten sich neben und nach Gölz und Buchholz einige der führenden deutschen evangelischen Kirchenmusiker in der KAA, so u. a. der Saarbrücker Kirchenmusikdirektor Karl Rahner (1903–1970) und auch Gerd Zacher. Seit den 1990er Jahren sucht die KAA auch wieder vermehrt den Anschluss an die neuere semiologische Forschung; u. a. wurden Godehard Joppich und Johannes Berchmans Göschl zu gemeinsamen Seminaren eingeladen.

### Seit 1999
Durch den überraschenden Tod ihres Präses Diethelm Michel 1999 erneut vor die Frage der organisatorischen Verankerung gestellt, wandelte die KAA sich in eine Stiftung um. Präses wurde der emeritierte Oberkirchenrat der EKD Dr. theol. h.c. Rüdiger Schloz. Schloz führte die KAA bis zu seinem überraschenden Tod 2019. In diesem Jahr wurde der Saarbrücker Pfarrer Dr. theol. Thomas Bergholz zum Präses gewählt.

## Deutsche Gregorianik

### Die Gregorianischen Wochen
Die Kirchliche Arbeit Alpirsbach richtet in Alpirsbach und an anderen Orten wie Heiligkreuztal, Gernrode, Blaubeuren, Jerichow, Loccum, Fürstenwalde Gregorianische Wochen zu den Festzeiten Epiphanias, Ostern und Pfingsten sowie als Sommer- und Herbstwochen aus. Diese erstrecken sich in der Regel über fünf bis acht Tage und erhalten ihre geistliche Ausrichtung durch
1. das traditionelle Stundengebet und die evangelische Messe;
2. das Studium über Fragen des Glaubens, der Bibel, des Gottesdienstes, der Kirche.

Zu letzterem werden renommierte Theologen aus dem In- und Ausland als Gastdozenten eingeladen.

### Das Alpirsbacher Antiphonale
Zur Feier des Stundengebetes und der Messe in deutscher Sprache gibt die KAA seit 1935 in kontinuierlicher Folge die Hefte und Bände des Alpirsbacher Antiphonale heraus. Eine erste Reihe erschien in den Jahren 1935–1939. Nach dem Zweiten Weltkrieg begann F. Buchholz eine Neubearbeitung mithilfe genauester semiologischer Studien; diese Arbeit wurde durch seinen überraschenden Tod 1967 unterbrochen. Seit 2004 sind Neubearbeitungen der Hefte des Alpirsbacher Antiphonale in Arbeit, seit 2013 erschienen diese Bände in gebundener Form.
Die deutschen Texte der Psalmen und anderen biblischen Texte folgen dabei der Lutherbibel: Bis zu seinem Tode benutzte Buchholz die Revision von 1912, ab 2004 wurde zunächst die Ausgabe in der Fassung von 1984 zu Grunde gelegt, seit 2017 die Ausgabe von 2017. Zur Übersetzung der lateinischen Hymnen und Sequenzen konnte Buchholz Rudolf Alexander Schröder gewinnen.
Derzeit besteht das Alpirsbacher Antiphonale aus folgenden Einzelbänden:
Ältere Reihe
- Der Reisesegen (1937)
- Gesänge zur Messe (sog. „Altes Messheft“, 1950)
- Die Complet (1950)
- Die Laudes (1953)
- Die Sext (1955)
- Die Vesper (1962)
- Ordnung und Gesänge der Messe (sog. „Neues Messheft“, 1966)
- Die Matutin (1969)
- Epiphanias (1972)
- Oster-Sonntag (1952, Nachdruck 1974)
- Weihnachten (1937, Nachdruck 1977)
- Pfingst-Sonntag (1953, Nachdruck 1981)

Neue Folge
- Die Complet – Ausgabe für die Gemeinde (2013)
- Weihnachten und Epiphanias (2013)
- Ostern (2014)
- Pfingsten (2014)
- Stundengebete am Sonntag (2015)
- Stundengebete am Montag und Dienstag (2016)
- Die Feier der Messe (2022)